# Romance en tres noches
Romance en tres noches es una película en blanco y negro de Argentina dirigida por Ernesto Arancibia según el guion de Alejandro Casona sobre su obra teatral El romance de Dan y Elsa, que se estrenó el 12 de diciembre de 1950 y que tuvo como protagonistas a Amelia Bence, Alberto Closas, Herminia Franco y Florén Delbene.

## Sinopsis
Ambientada en la zona cordillerana, historia del romance entre un telegrafista y una mujer a la que encontró extraviada y que resulta ser contrabandista.

## Reparto
- Amelia Bence
- Alberto Closas
- Herminia Franco
- Florén Delbene
- Ricardo Galache
- Luis Otero
- Pascual Nacaratti
- Horacio Priani
- Ricardo Duggan
- Antonio Capuano
- Alberto Barcel
- Orestes Soriani

## Comentarios
La Nación dijo del filme:

”La palabra pasa a un segundo lugar frente al imperio de la imageny el gesto, restándole al episodio de sus protagonistas uno de sus resortes más atrayentes y vigorosos de la obra.”

. Por su parte el cronista de Crítica opinó:

”Es técnicamente una películacuidada de cierta dignidad en su presentación, pero su lenguaje sigue siendo teatral.”